# Separacja funkcjonalna
Separacja funkcjonalna – jeden ze sposobów oddzielania pewnych elementów przedsiębiorstwa, w celu zwiększania konkurencji na rynku – obok: separacji strukturalnej (fizyczny podział na dwa odrębne przedsiębiorstwa, należące do jednego właściciela) i separacji własnościowej (sprzedaż części przedsiębiorstwa innemu właścicielowi). Separacja funkcjonalna polega na wydzieleniu w ramach tego samego przedsiębiorstwa co najmniej dwóch jednostek organizacyjnych, z których każda zajmuje się świadczeniem innych usług. 
Pojęcie separacji funkcjonalnej jest poruszane w kontekście wzmacniania konkurencji na rynku telekomunikacji i w tym przypadku polega na wydzieleniu w ramach jednego operatora telekomunikacyjnego dwóch jednostek organizacyjnych, z których jedna zajmuje się świadczeniem usług hurtowych z wykorzystaniem należącej do operatora infrastruktury telekomunikacyjnej, a druga świadczeniem usług detalicznych.

## Separacja funkcjonalna na świecie

### Wielka Brytania
Duże doświadczenie co do separacji funkcjonalnej ma Wielka Brytania, gdzie doszło do niej w firmie British Telecom. W pierwszym etapie podziału jest duży bałagan co przekłada się negatywnie na jakość usług dla teoretycznego konsumenta, jeśli operator alternatywny będzie miał problemy z wymuszeniem jakiejś usługi ucierpi na tym też jego klient czekający na szerokopasmowy internet czy telefon ale po roku-dwóch sytuacja wraca do normy. Jednak w Polsce separacja funkcjonalna powinna przebiegać sprawniej, niż choćby w Wielkiej Brytanii. Obszar, na którym zostanie przeprowadzona, jest mniejszy, i mamy konkretny przykład, na którym można się wzorować.

### Włochy
W roku 2002 wprowadzono w firmie Telecom Italia rozwiązania określane jako separacja operacyjna(organizacyjna). W roku 2007 rozpoczęto dyskusję nad pogłębieniem separacji, m.in. w związku z nieporozumieniami między głównymi inwestorami w TI a rządem włoskim na tle planów zmian kapitałowych w spółce, w której rząd włoski dysponuje złotą akcją. Później rząd zaproponował ustawowe wyposażenie AGCOM, które umożliwiało narzucenie separacji funkcjonalnej. Do końca listopada 2007 projekt nie został pozytywnie rozpatrzony przez parlament. Po zmianie prezesa zarządu TI zaproponował koncepcję separacji funkcjonalnej zmierzającej do uwzględnienia żądań rządu włoskiego i regulatora.

### Holandia
W Holandii wprowadzenie separacji funkcjonalnej było dyskutowane przez parlament, który w 2006 roku wezwał rząd do zbadania tej kwestii. Wynik tej dyskusji został podsumowany przez regulatora krajowego (OPTA). W komunikacie OPTA, poza krytyczną oceną dotyczącą wprowadzenia separacji w warunkach rynku holenderskiego, zawarto jednoznaczną ocenę prawnej dopuszczalności takiej operacji. OPTA stwierdziła, iż nałożenie separacji funkcjonalnej na podmiot posiadający znaczną pozycję rynkową nie jest środkiem przewidzianym przez obecne europejskie i krajowe prawodawstwo OPTA podkreśliła, że nie ma przeciwwskazań w kwestii przyjęcia dobrowolnych zobowiązań separacyjnych przez krajowego operatora KPN.

### Szwecja
W 2007 roku rząd zobowiązał krajowy organ regulacyjny w sprawach łączności do analizy wprowadzenia zmian dp Prawa komunikacji elektronicznej mających na celu przyspieszenie procesu uwalniania dostępu do lokalnej pętli abonenckiej. Uznali, że bez zmian tego prawa nie jest możliwe wprowadzenie separacji funkcjonalnej, przygotowano raport w tej sprawie zawierający propozycję odpowiedniej nowelizacji.
W odpowiedzi na ten raport TeliaSonera zdecydowanie zaprotestowała przeciwko propozycji nowelizacji, kwestionują zarówno konieczność jak i legalność administracyjnego nałożenia separacji funkcjonalnej. Rząd szwedzki jednoznacznie poparł stanowisko organu łączności w tej sprawie. Pod koniec września 2007 roku TeliaSonera ogłosiła, że ustanawia osobną spółkę eksploatującą całość sieci miedzianej i światłowodowej oraz system kanalizacji teletechnicznej, której zadaniem będzie prowadzenie sprzedaży usług klientom hurtowym na identycznych warunkach. 

## Separacja funkcjonalna w odniesieniu do TP
Ma być środkiem zasadniczym na zgłaszane przez operatorów alternatywnych problemy w negocjowaniu, podpisywaniu i realizacji usług hurtowych – a więc problemy o charakterze dyskryminacji poza cenowej. W praktyce oznacza to, że telekomunikacja polska może zostać zmuszona do podzielenia się - na część zajmującą się dostarczaniem usług dla klientów indywidualnych i dla klientów hurtowych. Z przeprowadzonych analiz wynika, że na rynkach usług telefonii stacjonarnej i usług transmisji danych brakuje skutecznej konkurencji, co wynika z istotnej przewagi rynkowej TP. Z analiz wynika także, że istnieje trwała bariera rozwoju rynku w postaci postawy anty konkurencyjnej TP, której przejawem są działania obstrukcyjne w zakresie współpracy z operatorami alternatywnymi oraz przepływ informacji w Grupie TP, umożliwiający podejmowanie działań anty konkurencyjnych. Separacja rozwiąże również problem z dostępem do pętli lokalnej, centrale TP, do których mogą podłączyć za odpłatą operatorzy alternatywni, dzięki czemu TP ma możliwość zaoferowania swoim abonentom zaawansowanych usług np:Wideo na żądanie czy telewizję IP, dzisiaj jest to bardzo trudne.

### Silne strony separacji funkcjonalnej
- Potencjalnie lepsze umiejscowienie w systemie prawno-regulacyjnym.

- Rozdzielenie systemów IT ułatwia obsługę operatorów alternatywnych.

- Brak ryzyka pokrywania kosztów produktów hurtowych i detalicznych.

- Może przynieść duże korzyści konsumentów oraz dodatni bilans dobrobytu społecznego.

- Część detaliczna TP po podziale będzie kupowała usługę hurtową po tej samej cenie co inni operatorzy. Dziś koszty, po jakich część detaliczna TP dostaje usługi hurtowe, nie są przejrzyste. Jest to jedno przedsiębiorstwo, więc nie rozlicza się wewnątrz za pomocą faktur.

### Słabe strony separacji funkcjonalnej
- Wysoce prawdopodobny opór TP(np. kwestionowanie podstawy prawnej) istotnie zmniejsza stabilność całego rynku (zwłaszcza w oczach inwestorów), zwiększa ryzyko operatorów alternatywnych.

- Dużo mniej określony i prawdopodobnie dużo późniejszy moment rozpoczęcia:

- - po przyjęciu nowego pakietu dyrektyw UE(połowa 2010 r.)?
  - po kolejnej nowelizacji Prawa telekomunikacyjnego?
  - po 2012?

- Długi czas trwania procesu Separacji funkcjonalnej (nawet rzędu 5 lat)

- Wysokie koszty dla TP, porównywalne z zyskami dla całego rynku:

- - Koszty te  w ostatecznym rozrachunku poniosą odbiorcy końcowi usług TP i Operatorzy alternatywni.

- Zastosowanie separacji funkcjonalnej niesie za sobą duże ryzyka prawne i rynkowe.

- Opóźnienie w czasie wdrożenia separacji funkcjonalnej o 2-3 lata praktycznie niweczy wszelkie korzyści osiągalne w perspektywie 5 lat.

Szacowany bilans dobrobytu społecznego:
- Opóźnienie w czasie wprowadzenia separacji funkcjonalnej spowoduje obniżenie bilansu korzyści, nawet do wartości ujemnych.

- Wysokie prawdopodobieństwo opóźnienia początku procesu (nawet do 2012).